# Colubrina beccariana
Colubrina beccariana là một loài thực vật có hoa trong họ Táo. Loài này được Otto Warburg mô tả khoa học đầu tiên năm 1891. Nó được đặt theo tên nhà thực vật học người Italia là Odoardo Beccari.

## Mô tả
Colubrina beccariana là cây gỗ cao tới 25 mét (80 ft) với đường kính thân cây tới 50 cm (20 in). Vỏ cây màu nâu, nhẵn nhụi tới có nhiều vết rỗ. Quả thuôn tròn dài tới 1,6 cm (1 in).

## Phân bố
Loài này là bản địa Borneo và Malaysia bán đảo (Perak). Môi trường sống của nó là rừng mưa vùng đất thấp.